# Puerto Bolívar (Kolumbien)
Puerto Bolívar ist ein Hafen in der Gemeinde Uribia im Departamento La Guajira in Kolumbien. Er liegt am südlichen Kopf der Bahía Portete, 75 km nördlich von Uribia und 166 km von Riohacha entfernt in einem Gebiet mit geringen Niederschlägen und ständigen Winden.
Kohle aus der 150 km südlich gelegenen Mine von El Cerrejón ist das Hauptprodukt, das von diesem Hafen exportiert wird. Der Hafen empfängt Schiffe mit einer Kapazität von bis zu 175.000 Tonnen, einer Länge von 300 Metern und einer Breite von 45 Metern. Sein schiffbarer Kanal ist 19 Meter tief, 225 Meter breit und vier Kilometer lang. Die wichtigsten Einrichtungen des Hafens sind: die Zugentladestation, drei Stapler - Sammler und der lineare Schiffslader, der die Kohle in den Laderäumen der Schiffe ablagert. Der Hafen verfügt außerdem über eine Kaje für Schiffe mit einer Kapazität von bis zu 30.000 Tonnen für den Umschlag von Maschinen, Ersatzteilen, Kraftstoffen und anderen Materialien für den Bergbau.
Der Hafen ist über eine 150 km lange Normalspurbahn mit der Mine von El Cerrejón verbunden. Zwei Züge mit 120 Wagen transportieren täglich 48.000 Tonnen Kohle von der Mine zum Hafen, in durchschnittlich vier Fahrten pro Tag. Nach der Ankunft am Hafen wird die Kohle entweder auf Vorratshalden verladen oder direkt zu den Schiffsladern (Kapazität von 10.000 Tonnen pro Stunde) am Ladepier des Hafens gebracht.

## Geschichte
Der Hafen wurde durch das Dekret 995 vom 5. April 1982 von Präsident Julio César Turbay Ayala unter dem Namen Puerto de Bahía Portete gegründet, um die Präsenz des Staates in dieser Region Kolumbiens zu festigen. Während der Amtszeit von Präsident Belisario Betancur wurde der Name durch das Dekret 1589 vom 19. Mai 1986 zu Puerto Bolívar geändert.